# Germagno
Germagno (piemontiul: Germagn) település Olaszországban. Lakosainak száma 187 fő (2023. január 1.). Germagno Loreglia, Omegna, Casale Corte Cerro és Quarna Sopra községekkel határos.

## Népesség
A település népességének változása:
| Lakosok száma | 192  | 192  | 187  |
|               | 2017 | 2018 | 2023 |